# Allée du Chef-d'Escadron-de-Guillebon
L'allée du Chef-d'Escadron-de-Guillebon est une voie des 14e et 15e arrondissements de Paris, en France.

## Origine du nom

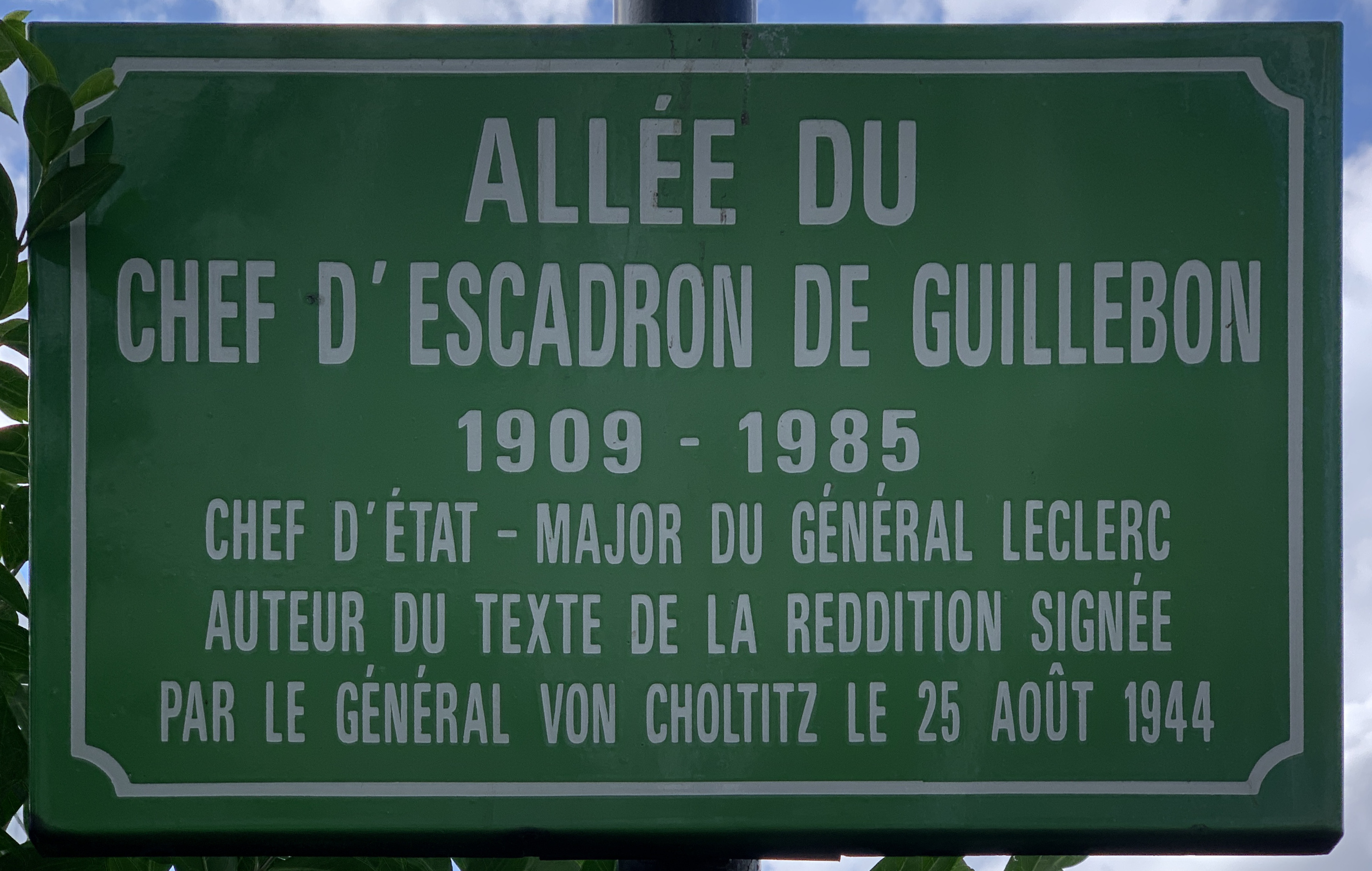
Plaque de l'allée.

Le nom de la rue a été donné en l'honneur de Jacques de Guillebon (1909-1985), général français, chef d'état-major du général Leclerc et compagnon de la Libération.

## Historique
Cette allée, située sur la dalle Montparnasse, a pris sa dénomination actuelle le 3 août 1994.